# Сан-Жуан-ду-Ориенти
Сан-Жуан-ду-Ориенти (порт. São João do Oriente) — муниципалитет в Бразилии, входит в штат Минас-Жерайс. Составная часть мезорегиона Вали-ду-Риу-Доси. Входит в экономико-статистический микрорегион Каратинга. Население составляет 7988 человек на 2007 год. Занимает площадь 120,237 км². Плотность населения — 66,57 чел./км².
Праздник города — 30 декабря.

## История
Город основан 30 декабря 1962 года.

## Статистика
- Валовой внутренний продукт на 2003 год составляет 25 082 211,00 реалов (данные: Бразильский институт географии и статистики).
- Валовой внутренний продукт на душу населения на 2003 год составляет 2909,09 реалов (данные: Бразильский институт географии и статистики).
- Индекс развития человеческого потенциала на 2000 год составляет 0,679 (данные: Программа развития ООН).